# Pachperwa
Pachperwa es un pueblo y nagar Panchayat situado en el distrito de Balrampur en el estado de Uttar Pradesh (India). Su población es de 17220 habitantes (2011). Se encuentra a 54 km de Balrampur y a 200 km de la capital del estado, Lucknow.

## Demografía
Según el censo de 2011 la población de Pachperwwa era de 20232 habitantes, de los cuales 8915 eran hombres y 8305 eran mujeres. Pachperwa tiene una tasa media de alfabetización del 43,6%, inferior a la media nacional del 59,5%: la alfabetización masculina es del 48,8%, y la alfabetización femenina del 38,1%.